# Moyencourt
Moyencourt település Franciaországban, Somme megyében. Lakosainak száma 330 fő (2022. január 1.). Moyencourt Breuil, Buverchy, Cressy-Omencourt, Ercheu és Languevoisin-Quiquery községekkel határos.

## Népesség
A település népességének változása:
| Lakosok száma | 313  | 318  | 317  | 317  | 319  | 321  | 323  | 324  | 330  |
|               | 2013 | 2015 | 2016 | 2017 | 2018 | 2019 | 2020 | 2021 | 2022 |